# Nico Bouvy
Nicolaas ("Nico") Jan Jerôme Bouvy (soms geschreven als Bouvij) (Banda Neira, Nederlands-Indië, 11 juli 1892 – Den Haag, 14 juni 1957) was een Nederlandse voetballer die met het Nederlands elftal brons won op de Olympische Spelen van 1912 in Zweden.
Bouvy scoorde op diezelfde Olympische Spelen twee doelpunten in de gewonnen wedstrijd tegen Zweden (eerste ronde, 4-1). Tevens organiseerde hij in de jaren twintig de wedstrijd op Nieuwjaarsdag tussen HFC en een elftal van voormalig Nederlandse voetballers samen met Karel Lotsy.
Hij speelde in de jaargang 1912/1913 nog negen interlands voor het Nederlands elftal en scoorde hierin vier keer. Bouvy overleed op 14 juni 1957 op 65-jarige leeftijd in Den Haag.
Nico was een broer van Dolf Bouvy die voor HFC Haarlem en tussen 1904-1907 en 1913-1914 in Duitsland speelde.